# Juliusz Kydryński
Juliusz Kydryński (ur. 30 czerwca 1921 w Tarnobrzegu, zm. 26 maja 1994 w Krakowie) – polski prozaik, krytyk teatralny i filmowy oraz tłumacz z języków angielskiego, niemieckiego i francuskiego, m.in. dramatów elżbietańskich; starszy brat Lucjana Kydryńskiego.

## Życiorys
Studiował na Wydziale Humanistycznym (polonistykę i anglistykę) UJ. W latach 1940–1945 był działaczem podziemia kulturalnego w Krakowie. W 1942 był więźniem w KL Auschwitz.
Debiutował w 1943 jako prozaik na łamach konspiracyjnego czasopisma „Miesięcznik Literacki”. Od 1945 był redaktorem tygodnika „Przekrój”. Był współpracownikiem prasy i radia.
Bliski przyjaciel Karola Wojtyły, późniejszego papieża Jana Pawła II, który ukrywał się w krakowskim mieszkaniu Kydryńskich w początkowym okresie okupacji przy ulicy Felicjanek 10, po śmierci ojca.
Dwukrotnie żonaty, w lipcu 1991 ożenił się z Zuzanną.
Został pochowany na tamtejszym Cmentarzu Salwatorskim (kw. SC9-13-13).

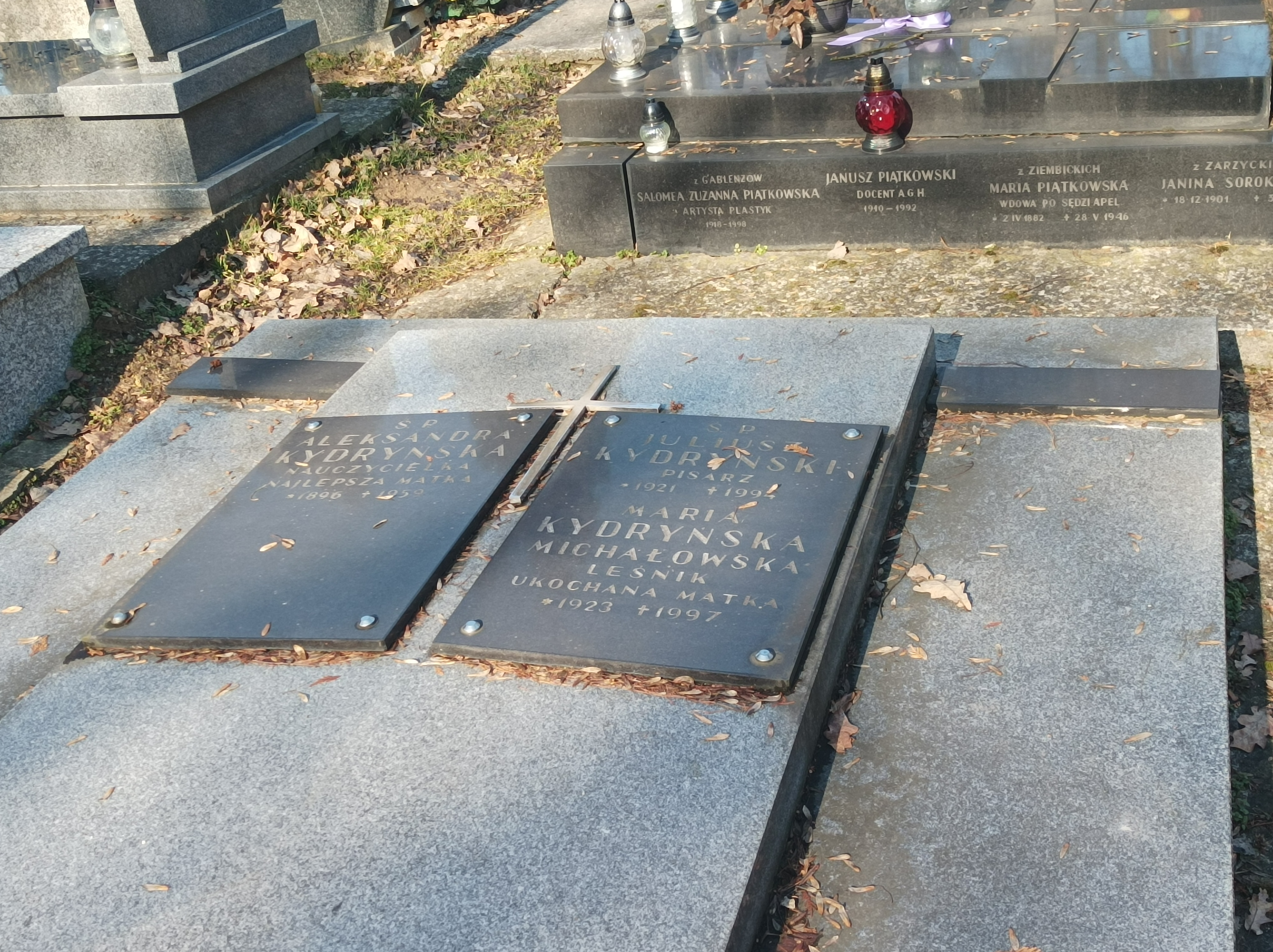
Grób Juliusza Kydryńskiego na Cmentarzu Salwatorskim

## Nagrody
W 1958 otrzymał nagrodę Hachette w Paryżu za reportaż.

## Twórczość
- Notatnik europejski
- Uwaga, gong!... Opowieść-pamiętnik o teatrach krakowskich 1937-1948
- Do widzenia, Claudio
- Próba portretu. Rzecz o Adamie Polewce
- Tapima
- Był potrzebny. O Ludwiku Pugecie
- Gwiazda dwóch kontynentów
- Itaka i mgła
- W łupinie orzecha
- Powrót do natury
- Szpieg Nazi nr 176

## Przekłady
Ze względu na liczbę tłumaczonych autorów i przełożonych dzieł Juliusza Kydryńskiego można uznać za najbardziej zasłużonego w Polsce popularyzatora dramatu elżbietańskiego. Zasługą Kydryńskiego było pokazanie polskiemu czytelnikowi, że teatr elżbietański nie ograniczał się do twórczości Williama Szekspira, ale stanowił wspólne dzieło co najmniej kilkunastu wybitnych dramaturgów. Przełożył tylko jedną sztukę Szekspira – Hamleta (1987), podstawą przekładu czyniąc tzw. złe kwarto (bad Quarto), a zatem pirackie wydanie dramatu z 1603
- Christopher Marlowe Edward II, Tamerlan Wielki, Tragiczna historia Doktora Fausta
- Ben Jonson Alchemik
- Thomas Kyd Tragedia hiszpańska
- Alexander Pope Porwany lok
- Franz Kafka Ameryka, Wyrok, Kolonia karna
- Iris Murdoch Jednorożec
- Pierre Boulle Most na rzece Kwai
- Henry Miller Noce miłości i śmiechu
- John Steinbeck Perła
- Laurence J. Peter  Recepta Petera
- Mark Twain Listy z Ziemi